# Telmatobius philippii
Telmatobius philippii es una especie de anfibio anuro de la familia Telmatobiidae. Esta rana es endémica del norte de Chile, más concretamente de la quebrada de Amincha, en la zona de Ollagüe, provincia de El Loa entre los 3800 y los 3900 metros de altidud. Es una rana acuática y se reproduce en arroyos por la noche. Se alimenta principalmente de invertebrados acuáticos.
Se encuentra en peligro crítico de extinción, principalmente por la amenaza que representa la canalización de la quebrada que habita para usos humanos y la contaminación del agua causada por actividades mineras. Habitaba también otro arroyo cercano, quebrada del Inca, pero la canalización de esta eliminó por completo la población de esta rana en la quebrada. No se encuentra en zonas protegidas. Se ha encontrado otra población de ranas parecidas en la zona boliviana conlindante, pero no se ha confirmado que sean la misma especie.